# Heliophanus cassinicola
Heliophanus cassinicola este o specie de păianjeni din genul Heliophanus, familia Salticidae, descrisă de Simon, 1909 [1910. Conform Catalogue of Life specia Heliophanus cassinicola nu are subspecii cunoscute.